# IBM System/32
IBM System/32 (IBM 5320, анонсований 7 січня 1975 року) — бізнесовий комп'ютер нижчого рівня, розроблений спеціально для задоволення потреб малого бізнесу.  Це перша система, яка включала як апаратні засоби, так і всеосяжне програмне забезпечення. В System/32 була реалізована підтримка прикладних програм для будівництва, оптової торгівлі паперами та офісними товарами, оптової торгівлі продовольством, автоматизації лікарень тощо. Після оголошення про випуск System/32  в компанію надійшло понад 2000 запитів з усієї території Сполучених Штатів для отримання інформації про нову ЕОМ продукт.
Основною мовою програмування для цієї ЕОМ був RPG-II. Ця ЕОМ є наступником системи IBM/3 моделі 6 в лінії комп'ютерів IBM середнього рівня. Розробка та виготовлення System/32 здійснювалося  в Рочестері, штат Міннесота. В перший місяць після того, як було оголошено про випуск, споживачам було поставлено 20 систем. До травня 1978 року System/32 перевершив IBM/3 як найбільш встановлюваний комп'ютер IBM.

### Форм-фактор
Комп'ютер був схожий на великий офісний стіл з дуже маленьким 6-рядковим (по 40 символів у рядку) дисплеєм. Машина мала вбудований принтер, розташований безпосередньо перед оператором. При введенні оператора міг переглядати дані на дисплею. Комп’ютер мав 16 Кб і 32 Кб пам'яті, один жорсткий диск, який міг мати 5 Мб, 9 Мб або 13 Мб пам’яті і восьмидюймовий флоппі-дисковод, який також міг читати образи дисків з IBM 3740. SEU (Source Entry Utility, редактор для програмування), DFU (Data File Utility, генератор запитів і звітів), OCL (Operations Control Language, мова в командному рядку), і #LIBRARY (каталог, в якому зберігався виконуваний код) - деякі терміни, пов'язані з System/32. Перехід до IBM System/34 в цілому простий - тексти програм просто необхідно перекомпілювти.
Маючи на увазі "комп'ютеризований стіл", в популярній телевізійній програмі Six Million Dollar Man (1975 рік) System/32 прозвали "Bionic-бюро".

### Маркетинг
Про випуск System/32 було оголошено в декількох великих журналах. Нижче наводиться текст одного рекламного оголошення в Newsweek (осінь 1975 року):
|  | Комп'ютери - це занадто складно? IBM System/32 може змінити Вашу думку. Віне має лише розміри столу, тобто він досить малий, щоб поміститися в будь-якому місці. І не дорогий. Принаймні ці витрати є доцільними для спілкування з комп'ютером. Перш за все, System/32 простий в експлуатації. Насправді, він може бути запущений хтось у вашій компанії при мінімальному навчанні. Однак, незважаючи на свій невеликий розмір, низьку вартість і простоту експлуатації, System/32 являє собою складний комп'ютер, який може надати Вам багато з тих можливостей, які великі компанії отримують від своїх великих комп'ютерів. Наприклад, System/32 може забезпечити швидку і точну обробку всіх ваших потреб в обліку, покращити управління запасами і генерацію видів основних звітів, які можуть внести істотний внесок в управління бізнесом - без зайвих ускладнень. Починаючи з січня, коли IBM представила System/32, тисячі компаній замовили цей чудовий, легкий у використанні комп'ютер. Якщо Ви все ще думаєте, що комп'ютери занадто складні для вашого бізнесу, можливо, Вам варто дізнатися більше про System/32. |

System/32 був вилучений з ринку 17 жовтня 1984 року.

## Виноски
1. ↑  IBM Archives: IBM System/32. Архів оригіналу за 7 вересня 2018. Процитовано 4 червня 2012.